# Aïn Maabed
Ain Maabed là một đô thị thuộc tỉnh Djelfa, Algérie. Dân số thời điểm năm 2002 là 13.183 người.